# Selim Hassan
Selim Hassan (àrab: سليم حسن, Salīm Ḥasan) (Mit Nagi, 15 d'abril de 1886 - ?, 30 de setembre de 1961) fou un egiptòleg egipci, que va realitzar excavacions a Guiza i Saqqara. És l'autor de nombroses monografies, inclosos els resultats dels seus treballs a Guiza.

## Trajectòria
Era originari de Mit Nagi, a la Governació d'Al-Daqahliyah, i es va graduar en 1913. Al Caire va intentar ocupar un lloc en el Museu Egipci, però no ho va aconseguir perquè estaven reservats als europeus. En 1921 va ser designat comissari del Museu gràcies a les pressions d'Àhmad Xafiq Paixà, ministre d'Obres Públiques.
En 1922 va viatjar a Europa acompanyant Àhmed Kamal Paixà per assistir a les celebracions del centenari de la traducció de la Pedra de Rosetta per part del francès Jean-François Champollion. Va visitar França, Anglaterra i Alemanya i va escriure nombrosos articles de premsa sobre el tema de les antiguitats egípcies en els museus europeus, i va divulgar els robatoris i saqueigs que s'havien produït, tal com va succeir amb el bust de Nefertiti conservat a Berlín.
En 1925, Àhmed Kamal Paixà va aconseguir convèncer el ministre d'Educació, Zaki Abu Al-Saud, d'enviar egipcis a diferents universitats estrangeres per estudiar arqueologia, i Selim Hassan es va incorporar al departament d'Estudis de Postgrau de La Sorbona. Es va diplomar en llengües orientals i idioma egipci antic (jeroglífics) al Col·legi catòlic i en el centre d'estudis del Louvre, i va acabar la seva missió a 1927 com a diplomat en llengua egípcia i en antiga religió egípcia per la Universitat de la Sorbona. Posteriorment va obtenir el seu doctorat el 1939 a Viena, i va ser el primer professor egipci d'egiptologia a la Universitat del Caire.

## Treballs
De tornada a Egipte, treballà a Guiza amb Hermann Junker, fins que va encapçalar les seves pròpies excavacions a Guiza i Saqqara. El 1939 havia estudiat més de dues-centes tombes, a més de diversos centenars d'elements d'interès arqueològic.
Salim Hassan va ser nomenat secretari general del Consell d'Antiguitats Egípcies. Fou el primer egipci que va obtenir aquest nomenament. Des d'aquest càrrec va intentar recuperar objectes robats i traslladats a l'estranger, però no ho va aconseguir.
En 1954 va estudiar l'efecte que tindria la futura Presa d'Assuan en els monuments de Núbia. Selim Hassan va ser triat en 1960 per unanimitat com a membre de l'Acadèmia de Ciències de Nova York.

## Obres publicades
- Encyclopedia of Ancient Egypt, en setze volums
- The solar-boats of Khafra, Excavations at Giza, season 1934-1935, N° 6, Servei d'antiguitats d'Egipte, El Caire, 1946.
- The great pyramide of Khufu and its mortuary chapel, Excavations at Giza, season 1938-1939, N° 10, Servei d'antiguitats d'Egipte, El Caire, 1960.
- The Sphinx: Its History in the Light of Recent Excavations